# Juan Luis Rincón
Juan Luis Rincón (Puerto Real, Cádiz, 1974) es un dibujante de historieta español. Realizó sus estudios en Bellas Artes en la Universidad de Sevilla, y desde entonces ha compaginado la docencia con su carrera de dibujante.
Sus obras más conocidas han sido Rosewind: Los guerreros del viento (autoedición, 2004), Zombis AC (Ediciones Dolmen, 2010) junto a Juan Carlos Colorado y 12 del Doce: Moreno (Diputación de Cádiz, 2012) junto a Rafael Marín y Lola Garmont.
Juan Luis Rincón escribe regularmente en el blog El Rincón Friki, donde también publica sus trabajos en curso.